# マリブ市モスク攻撃事件
2020年1月18日、軍事基地近くのモスクへのドローン及びミサイル攻撃により、晩祷中のイエメンの兵士約111名が殺害された。さらに数十名が負傷した。フーシが攻撃を実行したと疑われているが、犯行声明を出したグループはなかった。

## 攻撃
攻撃には、弾道ミサイルとドローンが用いられた。目標は軍事訓練キャンプ内にあるモスクだった。攻撃はモスク内で数十名が晩祷をしている際に実施された。
当攻撃事件は、イエメン内戦が長引いている最中で、比較的落ち着いた状態が何か月も続いた後に起こったものである。イエメン内戦における死亡者数はしばしば議論されているものの、今回の攻撃事件でのマアリブの膨大な犠牲者数から、2014年に戦争が勃発以降最も残虐な攻撃となったといえる。